# Tingal
Tingal, auch bekannt als Kajaja, Kajakja, ist eine kordofanische Sprache, die in Kordofan im Sudan – in und um die Stadt Raschad – gesprochen wird.
Sie zählt zur Gruppe der Raschad-Sprachen und deren Sprecher sind von Seiten der Araber einem starken Assimilationsdruck ausgesetzt, weshalb die nur noch 8000 Sprecher der Sprache immer mehr die eigene Sprache vergessen.